# Проспект Реформы

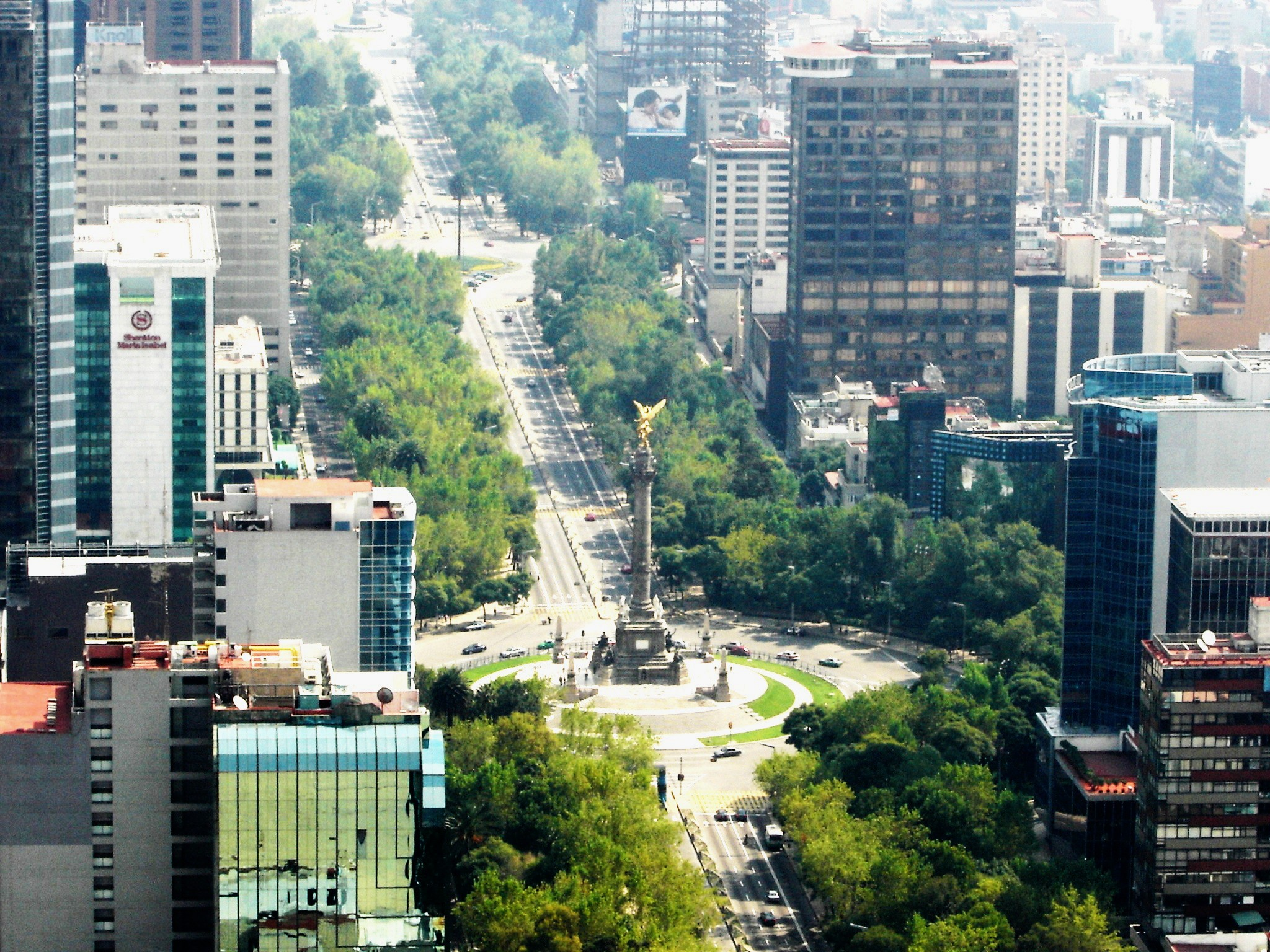
Пасео-де-ла-Реформа
Ангел независимости

Пасео-де-ла-Реформа (исп. Paseo de la Reforma) — главный проспект в Мехико. Его длина 12 км, название переводится как «бульвар преобразований» (имеются в виду реформы Бенито Хуареса). Главная достопримечательность проспекта — колонна «Ангел независимости».
Проспект был создан в 60-х годах XIX в. во времена императора Максимилиана и первоначально назывался авеню Императрицы, в честь супруги монарха. Он был спроектирован по образцу больших бульваров Европы (типа Елисейских полей).
Проспект проходит от парка Чапультепек и района Поланко, рядом с Торре-Майор (в 2003—2010 годах самое высокое здание в Латинской Америке) и продолжается через квартал Zona Rosa, проспект Хуареса и проспект Франциска I до улицы Мадеро.